# 손덕성
손덕성(孫德成, 1922년 6월 17일 ~ 2011년 3월 29일)은 한국 무술 태권도의 창시자 중 한 명이자, 검은띠 9단 무예인이다. 이원국의 후계자이자 청도관의 지도자로 활동했었다(1950-1959). 그는 또한 한국군과 미8군의 수석 사범, 세계태권도협회의 창립자이자 회장이었으며 "한국 가라테, 태권도의 예술"과 "검은띠 한국 가라테"라는 책의 저자이다.